# Národní souručenství
Národní souručenství (zkratka NS), též německy Nationale Gemeinschaft (NG) nebo Volksgemeinschaft, vzniklo bezprostředně po německé okupaci z 15. března 1939 jako jediné povolené politické hnutí v Protektorátu Čechy a Morava. Národní souručenství bylo postavené na vůdcovském (autoritativním) principu. V čele NS stál vůdce - prezident Emil Hácha. Proklamovaným cílem politického hnutí bylo sjednocení a povzbuzení českého národa. Programově se zaměřovalo: na politické úrovni na národní pospolitost a vztah k Říši, v hospodářské oblasti na sociální spravedlnost a v kulturní oblasti na výchovu mládeže, pro kterou byla založena mládežnická organizace „Mládež Národního souručenství”. Ve funkci vedoucího NS se vystřídali Adolf Hrubý, Josef Nebeský, Jan Fousek, Tomáš Krejčí a Robert Rychtrmoc. Organizace byla zrušena výnosem ministerstva vnitra 4. června 1945. Za loajálnost vůči Říši a okupační protektorátní správě byli čelní představitelé postaveni před Národní soud.

## Vznik Národního souručenství
Ve svém rozhlasovém projevu 16. března 1939 prezident Emil Hácha naznačil, že vzhledem k nové situaci nebude přípustná existence několika politických stran a upozornil na kroky k naprostému sjednocení národa. Politický referent Josef Kliment a přednosta Háchovy kanceláře Jiří Havelka předložili dne 21. března 1939 prezidentovi seznam padesáti kandidátů do výboru nové organizace, vybraných ze všech vrstev českého obyvatelstva: 10 zemědělců, 9 státních zaměstnanců, 8 soukromých úředníků, 7 obchodníků a řemeslníků, 3 advokáty, 2 profesory, 2 lékaře, 2 průmyslníky, 2 učitele, 1 kněze, 1 architekta a 1 soukromníka. Zároveň byli kandidáti vybráni ze všech demokratických stran první republiky: agrární, sociálně demokratické, lidové, národně demokratické, národně socialistické a živnostenské a ze zástupců českých fašistů z Akce národní obrody (ANO), Vlajky, Národní obce fašistické (NOF) a Národního tábora fašistického (NTF). Mezi kandidáty se nacházel i agrárník Adolf Hrubý, kterého Hácha jmenoval do funkce vedoucího.
Dne 22. března 1939 došlo k ustanovení výboru Národního souručenství a prezident Hácha vydal rozhodnutí o rozpuštění parlamentu, což bylo vzhledem ke zmocňovacímu zákonu z 15. prosince 1938 a Hitlerově „Výnosu o zřízení Protektorátu Čechy a Morava“ z 16. března 1939 formální záležitostí. První ustavující schůze NS se konala 23. března 1939 v 16. hodin na pražském Hradě za přítomnosti prezidenta Emila Háchy a předsedy vlády Rudolfa Berana. Na plenární schůzi 25. března 1939 výbor projednal problematiku židovského majetku a rozpuštění politických stran: Národní strana práce (NSP), Strana národní jednoty (SNJ) a fašistických stran. Na schůzi vlády dne 6. dubna 1939 byla výlučnost jediné politické strany Národního souručenství potvrzena.
Souručenství národní je národním politickým hnutím čes. lidu a jediným představitelem mocenské vůle čes. národa, vytvořeným za všeobecného souhlasu všeho českého lidu za těžké politické situace na jaře 1939. Jeho úkolem je zabezpečiti a vésti národ k všestrannému rozmachu podle zásad národní pospolitosti a národního řádu.
Ottova encyklopedie nové doby, heslo Souručenství národní

### Organizační struktura
V prvních dnech došlo k vytvoření organizačního a jednacího řádu výboru NS. Vůdcem NS byl státní prezident, který mohl kdykoliv odvolávat i jmenovat činovníky a zasahovat do usnesení či zásad všech složek NS. Výkonným orgánem byl výbor NS. Prezident jmenoval svého zástupce: vedoucího (předsedu) výboru NS. Vedoucí řídil veškeré práce a úkony v rámci výboru NS. V jeho kompetenci leželo: jmenovat užší výkonnou komisi a předsednictvo z členů výboru NS, stanovení počtu dalších jednotlivých komisí, jmenování a odvolávání předsedy komisí a jejich členů, svolávání schůzí, řízení schůzí, pečování o zachování jednacího řádu a pořádku během schůzí, udělování a odnímání slova, stanovení řečnické lhůty, pořadu a způsobu jednání o podaných návrzích, kladení otázek při jednání, vyhlašování směrnice a rozhodnutí. Vedle výboru Národního souručenství a jednotlivých komisí byla vytvořena síť organizací NS po celém protektorátu, vznikala krajská, okresní i místní vedení (8 krajů, 213 okresů a 8 043 místních skupin). Zástupci krajských a okresních vedení museli být do své funkce schváleni vedoucím Adolfem Hrubým.
Správní výbor Národního souručenství se v následujících měsících dále rozrůstal, 17. května 1939 jmenoval prezident Hácha sedmdesátičlenný výbor (dvanáct členů odvolal a třicet dva nově jmenoval), 24. června 1939 znovu čítal sedmdesát osm členů. Každý člen výboru NS musel složit před Adolfem Hrubým slib:
„Sloužiti národu je první povinnost každého Čecha. Slibuji na svou čest a svědomí, že budu plniti jak tuto povinnost, tak i vůli Vůdce našeho národa, státního prezidenta Emila Háchy. Budu se říditi nařízeními platnými na území Protektorátu Čechy a Morava. K tomu mi dopomáhej Bůh.”
Venkov, č. 73, 23. 3. 1939
Z popudu A. Hrubého byly ustanoveny komise: dělnická, finanční, hospodářská, komise pro mládež, komise soustředění odborových organizací, kulturní, iniciativní, lesnická, organizační, programová, průmyslová, samosprávná, sociální, soukromo-zaměstnanecká, správní, tisková, veřejno-zaměstnanecká, zdravotní, zemědělská, živnostenská, soustřeďovací, výkonná; později přibyla komise pro styk s NSDAP. Během trvání NS se počet komisí a jejich zaměření měnily. Pro činnost komisí byl vypracován jednací řád.
Správně pochopená skutečnost vtiskla tomuto hnutí mohutný ráz, neboť náborem bylo získáno v Čechách celkem 1 421 762 a na Moravě 672 473 členů. Tato cifra byla doplněna náborovou akcí mládeže, v níž se přihlásilo 530 000 hochů a dívek od 17 do 24 let a ke sklonku roku 1939 provedla mládež další nábor mezí mládeží od 15 do 16 let. Akce tato nebyla dosud skončena. Organisační komise nalezla také vhodný způsob začlenění žen do členství a činnosti Národního souručenství. Tato mohutná výstavba spočívá na 6 524 místních skupinách v Čechách a 2 443 na Moravě. Rozvrženy jsou do 219 okresních a 19 krajských vedení. V zájmu dokonalejšího obsáhnutí všech úkolů hnutí bylo rozhodnuto, aby všechny místní skupiny, mající přes 500 členů, rozestoupily se na skupiny pod tuto číslici. Protože takových skupin bylo 901, dalo se čekati do lhůty posledního měsíce roku 1939 rozmnožení místních skupin o jeden tisíc. Velikou starostí bylo, aby byly postaveny na vedoucí funkce ve všech složkách hnuti schopní, obětaví a nezištní pracovníci. Činnost místních skupin vede a spravuje 80 703 místních pracovníků, v okresích 2 628 okresních a v krajích 228 krajských činovníků. Národní souručenství pro opatřování svých úkolů a plněni povinnosti ustavilo celkem 218 okresních, 19 krajských a 1 zemský sekretariát (v Brně).
Západomoravská Stráž, Výstavba Národního souručenství, 13.1.1940
Dne 1. května 1942 vydal prezident Hácha osobní list, kterým zrušil výbor Národního souručenství, zároveň potvrdil Jana rytíře Fouska, rolníka v Hostimi u Berouna, do nové funkce ústředního vedoucího NS. K obstarávání agendy mohl J. Fousek se schválením prezidenta jmenovat své tři náměstky, potřebný počet krajských vedoucích a potřebný počet nejvýše 15 odborných zmocněnců (jako svých poradců). Dosavadní krajští vedoucí zůstali nadále ve svých funkcích.
Na schůzi NS dne 6. ledna 1943 schválili zmocněnci a krajští činovníci projev komisařského vedoucího NS doc. dr. Tomáše Krejčího: „Národní souručenství se nepokládá za po litickou stranu ve smyslu překonaných zásad bývalých politických stran, nýbrž za korporaci s úkoly převážné kulturními a výchovnými, která má vésti národ podle politiky státního presidenta a jeho vlády k říšskému uvědomění a novému řádu ve smyslu národní pospolitosti a sociální spravedlnosti.”

### Členství

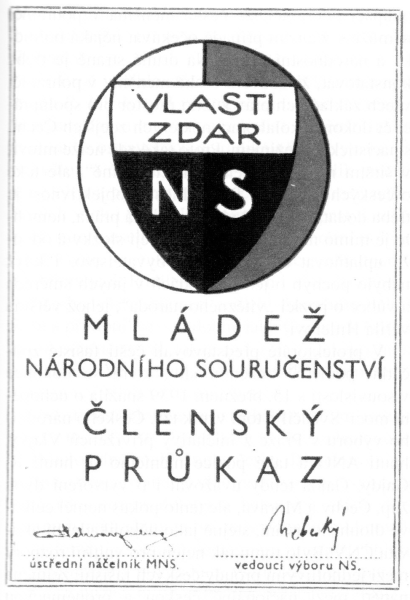
Průkaz člena Mládeže Národního souručenství

Při vstupu do Národního souručenství se striktně dbalo na „árijský“ původ budoucího člena. Členem se nemohl stát žid, ani člen zednářské organizace. Žadatelé dokládali rodový původu až do třetí generace. Zpočátku ženy nemohly do Národního souručenství vstupovat, s dobrozdáním vedoucího mohly pouze vytvářet při místních skupinách dobročinná nebo jiná sdružení. Vzhledem k tomu, že do výboru chodila řada stížností, bylo ženám od března roku 1940 členství povoleno. Věková hranice pro vstup mužů byla 21 let. Mladší zájemci ve věku 17 až 24 let se sdružovali v „Mládeži Národního souručenství” (MNS), do které mohly vstupovat i dívky. Členy se také nesměli stát občané soudně trestání „pro činy nebo skutky spáchané z pohnutek nízkých a nečestných”. Členové se oslovovali výrazy bratře, sestro, zdravili se pozdravem Vlasti zdar!, vlastnili členský průkaz a odznak.
Ženy nosí odznak Národního souručenství. Na základě rozhodnuti směrodatných činitelů Národního souručenství vydala propagační komise Výboru NS známé odznaky »Vlasti zdar« také pro ženy. Okruh živé propagace krásné národní pospolitosti, jak je vyjádřena organisací Národního souručenství, se tím značně rozšíří a obejme takřka celý národ. Odznaky se prodávají za 3,50 a brožové za 3 K.
Západomoravská Stráž, 20.1.1940
Členské příspěvky byly odstupňovány podle finančních poměrů: člen s ročním příjmem do 10 000 K platil členský roční příspěvek 5 K, u ročního příjmu v rozmezí 10 000 až 15 000 K platil 12 K, u ročního příjmu v rozmezí 15 000 až 20 000 K platil 18 K a s ročním příjmem nad 20 000 K se poplatek počítal z jedné promile ročních příjmů. Sociálně slabým mohl být členský příspěvek snížen na 1 K.

### Náborová akce do Národního souručenství
Náborová akce byla zahájena v neděli 2. dubna 1939 rozhlasovým projevem prezidenta Emila Háchy a provoláním zástupce výboru NS Adolfa Hrubého. Samotná přihlašovací náborová akce trvala od osmé hodiny ranní neděle 23. dubna 1939 do šesté hodiny večerní neděle 1. května 1939. Odpovědnost za zdárnost akce nesli okresní a krajští vedoucí NS. Přihlášky se doručovaly starostům obcí nebo okresním vedoucím do 19. dubna 1939. Vlastní nábor prováděly tzv. náborové skupiny o pěti až dvacet osobách, které měly být podle pokynů složené ze „zástupců osvětových, tělovýchovných a kulturních organizací, učitelů, hasičů a dalších veřejných činitelů”. Ty pak od 23. dubna 1939 kandidátům vhodným pro vstup do Národního souručenství doručovaly přihlášky přímo do domu. K tomu byly zřízeny i tzv. informační kanceláře, kde bylo možné obdržet a vyplnit formuláře. V dalším týdnu náborové skupiny opět dům od domu vyplněné formuláře vybíraly. Konec náborové akce měl být v každé obci oslaven zapálením ohně a zpěvem české hymny. Do Národního souručenství vstoupilo téměř 100 % českých mužů starších 21 let.
Výsledek náborové akce v Jemnici a na soudním okrese je nade vše očekávání. Z celkového počtu 3.458 mužů na soudním okrese přihlásilo se do Národního souručenství 3.435, což činí 99,5 %. V 16 obcích je výsledek 100procentní. Přihlásili se všichni mužové starší 21 roků. Ve třech obcích je výsledek 99,5 proc., jinak 99 a 98 procent. V Jemnici samé ze 1033 mužů starších 21 roků přihlásilo se do NS 1025 mužů. Občané projevili všude neobyčejné pochopeni pro potřeby doby. Budiž jim za to dík!
Západomoravská Stráž, 6.5.1939
Je otázkou, do jaké míry vstupovali zájemci o členství spontánně a z čistého národního přesvědčení, jelikož v proslovech Adolfa Hrubého nebo v tisku se objevovaly narážky na možný postih v případě neprojeveného nadšení pro novou věc: „Kdo by zaváhal a se rozmýšlel, staví se mimo národní svazek a je nutno dle toho s ním jednati.”, nebo zmínky o vedení seznamů osob, které se odmítly přihlásit či věty o potřebě koncentračních táborů „proti národním rozkolníkům”. Po dodatečném přijetí žen a mládeže čítala organizace na konci roku 1939 4 092 308 členů.

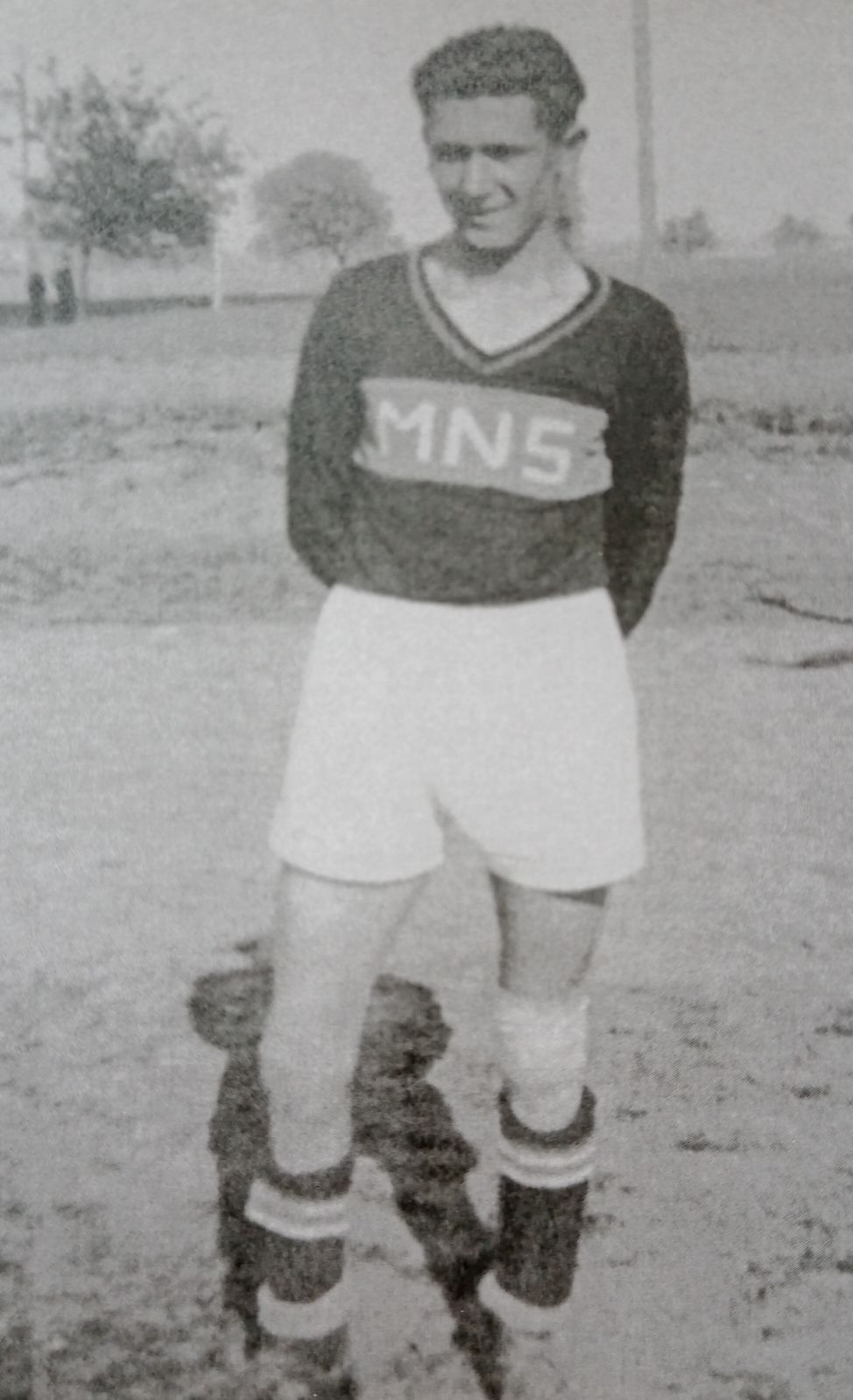
Fotbalista v dresu MNS

### Mládež Národního souručenství
Mládež Národního souručenství (chlapci i dívky ve věku 17 až 24 let) se měla v rámci NS uplatňovat zvláště v oboru národní kultury, sportu a v sociální práci. Pro mládež byl založen sňatkový fond „Mladí sobě“ a týdeník „List mladých”. Národní souručenství, které toto cestou mládež politicky vychovávalo, do budoucna počítalo, že vedoucí činitelé budou vycházet z řad Mládeže NS (též zkratka MNS). Nábor do Mládeže Národního souručenství se konal ve dnech od 21. do 29. května 1939. V polovině září výbor NS rozhodl snížit věkovou hranici potřebnou ke vstupu do MNS na 15 let a na podzim 1939 proběhl dodatečný nábor. Organizační struktura MNS kopírovala strukturu Národního souručenství v krajích, okresech a místních sdruženích, v jejichž čele stáli náčelníci. Také mládežnické hnutí bylo židům uzavřeno, mládež se oslovovala bratře a sestro, zdravila Vlasti zdar!, měla členský průkaz, odznak a platila příspěvky.
Mladí sobě. V poslední schůzi kuratoria fondu »Mladí sobě« bylo vyřízeno dalších 24 žádostí novomanželů z kraje Jihlava. Jednorázovou výpomoc 1000 K obdrželo z okresu Náměšť n. Osl. 5 žadatelů, Jihlava 5, Telč 2, Třešť 2, Velké Meziříčí 2, Jevišovice 2 a z okresů Dačice, Hrotovice, Jemnice, Vémyslice po 1 žadateli. Upozorňujeme znovu okresní náčelníky MNS, že počet vyřízených žádostí závisí na výší příspěvku jejich okresu, který zaslali fondu «Mladí sobě». Proto ti, kteří dosud svojí povinnost nesplnili, nechť tak ihned učiní, aby v příští schůzí kuratoria, které bude v tomto měsíci, mohlo býti při rozdělování podpor více žádostí z jejích okresu vyřízeno.
Západomoravská Stráž, 9.3.1940

### Péče o národ
V popředí NS stála od počátku sociální, kulturní i zdravotní otázkou svých členů. Při NS byl založen spolek «Radost ze života» (obměna německého spolku «Kraft durch Freude»). Ve spolupráci s Ústřední sociální pojišťovnou a Ústřední nemocenskou pojišťovnou pořádal ozdravné pobyty a rekreace „pro dělníky, zemědělce i dlouhodobě nezaměstnanou inteligenci” (zejména do oblasti Vlašimi a Třeboně). Vedle toho organizoval národní koncerty a ochotnická představení v rámci akce „Měsíc české písně“ nebo návštěvu Prahy pro chudé pracující pod názvem „Každý Čech jednou v Praze“.
Měsíc národního odznaku. Národní souručenství uspořádalo již několik zdařilých akcí, které v stanovené době - týdnu či měsíci - propagovaly kulturní, zdravotní a sociální hodnoty. Nyní připravilo akcí Měsíc národního odznaku, která sleduje cíl, aby každý uvědomělý Čech a příslušník NS, muž i žena, nosili vždy a všude viditelný průkaz své národní příslušnosti, členský odznak NS. Akce započne 15. května a skončí 15. června t. r. (1940). K provedení akce bude použito celého organisačního aparátu NS, při čemž hlavní zřetel bude brán na okresní města a větší obce. Odznaky budou prodávány jednak v sekretariátech NS, jednak u obchodníků, prodavačů tabáku a knihkupců na průkaz členské legitimace za 2.50 K. Akce bude provedena ve formě vnitřní soutěže se sociálním cílem a čistý zisk bude plně vynaložen na radostné, bezplatné prázdniny nejméně tisíce děti v prázdninových ozdravovnách. Vzhledem k svému sociálnímu cíli bude i tento nový podnik NS jistě přijat s plným pochopením a s úspěchem, aby tak byl dovršen druhý milion prodaných odznaků NS. Výsledky soutěže budou uveřejněny v tisku a v rozhlase.
Západomoravská Stráž, 18.5.1940
Spolek «Radost ze života» měl i různé specializované odbory jako „Česká rodina” pro podporu novomanželů a mladých rodin, „Zdravý národ” pro zdravotní dovolené nebo odbor „Radost z práce”, který dohlížel na zkvalitnění pracovních podmínek v zaměstnání. Celonárodní akce vyhlašoval také výbor NS: „Den smíření”, „Den čistoty” (akce pro zvelebování stavení a okolí bydliště) nebo „Týden národního zdraví”, akce zaměřená na péči o matky a děti, snížení kojenecké úmrtnosti a propagaci povinného očkování dětí proti záškrtu.

### Tisk
Od června 1939 vydávalo Národní souručenství svůj Věstník, ve kterém byly zveřejňovány organizační pokyny, informace činnosti NS, provolání ke krajským a okresním vedoucím či pracovní náměty. Na základě usnesení výboru NS byl tisk zavázán službou NS a od 1. dubna 1939 musely mít všechny noviny v podtitulu označení „List Národního souručenství“. V redakcích, vydavatelstvích a dalších místech, spojených s administrativní činností v novinách, byli Židé odstraněni. Výbor NS určil též deníkům hlavní obsahové směrnice. Ženské časopisy a další noviny podléhaly kontrole NS.
- Lidové noviny: zaměření hlavně na zahraniční záležitosti,
- Národní politika: zaměření na věci programové a ideové,
- Venkov: zaměření na zemědělskou problematiku,
- Národní noviny a Národní listy: zaměření na průmysl a obchod,
- České slovo: bylo zaměřeno na otázky dělnické,
- Lidové listy: se věnovaly věcem katolickým.[5]

## Národní souručenství a vztah k Němcům
Národní souručenství nebylo v lehké situaci, na jedné straně mělo představovat hnutí sdružující český lid, na druhé muselo také vykazovat loajalitu vůči okupantům. Počáteční etapa se zdůrazňováním českého vlastenectví v Němcích vyvolávala dvojaké pocity. Podporu nacházelo zejména jako organizace vznikající na autoritativních základech, naopak nadšené upevňování vlastenectví kladnou odezvu nenacházelo. Jmenování nového sedmdesátičlenného výboru dne 17. května 1939 (v tisku nazvané jako „období druhé etapy“ činnosti NS) přineslo zesílené projevy loajality vůči Říši. Ve zvoleném výboru převažovali pravicoví extrémisté. Zároveň byly vydány letáky s poučením o zřízení Protektorátu Čechy a Morava, s instrukcemi pro styk s německými okupačními úřady a výzvou k ukázněnosti občanů, např. cestou navázání styků s představiteli místních Němců. Organizace se i nadále, zejména po odchodu Adolfa Hrubého z funkce vedoucího NS, přizpůsobovala požadavkům Němců a navenek projevovala loajálnost okupačním úřadům.

## Vedoucí NS a zrušení organizace
V čele organizace se vystřídalo několik vedoucích: Adolfa Hrubého vystřídal 26. října 1939 Josef Nebeský, v květnu 1941 Jan Fousek. Po nástupu říšského protektora R. Heydricha a následně po atentátu na jeho osobu došlo k omezení kompetencí Národního souručenství, kdy spadalo pod ministerstvo školství a lidové osvěty v čele s Emanuelem Moravcem. V květnu 1942 zrušil prezident Hácha výbor NS a jmenoval Jana Fouska ústředním vedoucím. Od října 1942 spravoval NS komisařský vedoucí docent dr. Tomáš Krejčí (ten byl koncem dubna 1945 zatčen gestapem). Národní souručenství se nadále etablovalo jako organizace naprosto loajální vůči Říši, prosazovalo říšskou myšlenku a říšský aktivismus. Dne 3. března 1945 reaktivoval prezident Hácha činnost NS a do funkce ústředního vedoucího jmenoval generála ve výslužbě Roberta Rychtrmoce, který v dubnu 1945 obdržel od K. H. Franka k 70. narozeninám zlatý Čestný štít Protektorátu Čechy a Morava se svatováclavskou orlicí. Ještě na jaře 1945 nabádalo Národní souručenství český lid k opatrnosti a odrazovalo proti zásahům proti okupační moci. Organizace byla zrušena výnosem ministerstva vnitra 4. června 1945.
V lednu 1946 byl před Národní soud postaven Robert Rychtrmoc a odsouzen k trestu smrti (21. ledna 1946 popraven). Dne 31. července 1946 odsoudil Národní soud Adolfa Hrubého k doživotnímu vězení, v roce 1947 byli souzeni Josef Nebeský, Jan Fousek a dr. Tomáš Krejčí. Josefa Nebeského soud osvobodil. V prosinci 1948, tedy po komunistickém puči, byl postaven před mimořádný Lidový soud a odsouzen na 12 let těžkého žaláře. Nejvyšší soud v březnu 1992 rozsudek zrušil a znovu potvrdil rozhodnutí z roku 1947. Jan Fousek byl uznán Národním soudem vinným, ale nebyl mu uložen trest. V prosinci 1948 byl odsouzen na základě obnoveného retribučního dekretu k dvanácti letům vězení. V šedesátých letech získal na vlastní žádost od rakouských úřadů duplikát svého rytířského řádu, který se v době věznění ztratil. Tomáš Krejčí byl uznán vinným, ale taktéž u něho bylo upuštěno od potrestání. V prosinci 1948 byl v nepřítomnosti odsouzen k 25 letům těžkého žaláře.